# Olympique de Marseille 2013-2014

## Maglie e sponsor
| Casa | Trasferta | Terza divisa |  |

## Rosa
| N. |                    | Ruolo | Calciatore          |
| -- | ------------------ | ----- | ------------------- |
| 1  | Francia (bandiera) | P     | Gennaro Bracigliano |
| 2  | Comore (bandiera)  | D     | Kassim Abdallah     |
| 3  | Camerun (bandiera) | D     | Nicolas N'Koulou    |
| 4  | Brasile (bandiera) | D     | Lucas Mendes        |
| 7  | Francia (bandiera) | C     | Benoît Cheyrou      |
| 8  | Gabon (bandiera)   | C     | Alexander N'Doumbou |
| 9  | Francia (bandiera) | A     | André-Pierre Gignac |
| 10 | Ghana (bandiera)   | A     | André Ayew          |
| 11 | Ghana (bandiera)   | A     | Jordan Ayew         |
| 12 | Ghana (bandiera)   | C     | Kevin Osei          |
| 13 | Francia (bandiera) | C     | Mario Lemina        |
| 14 | Algeria (bandiera) | C     | Foued Kadir         |
| 14 | Francia (bandiera) | C     | Florian Thauvin     |
| 15 | Francia (bandiera) | D     | Jérémy Morel        |

| N. |                           | Ruolo | Calciatore                |
| -- | ------------------------- | ----- | ------------------------- |
| 16 | Francia (bandiera)        | P     | Brice Samba               |
| 17 | Francia (bandiera)        | A     | Dimitri Payet             |
| 18 | Francia (bandiera)        | C     | Morgan Amalfitano         |
| 19 | Francia (bandiera)        | D     | Laurent Abergel           |
| 20 | Togo (bandiera)           | C     | Alaixys Romao             |
| 21 | Senegal (bandiera)        | D     | Souleymane Diawara        |
| 23 | Francia (bandiera)        | D     | Benjamin Mendy            |
| 24 | Francia (bandiera)        | D     | Rod Fanni                 |
| 25 | Francia (bandiera)        | C     | Giannelli Imbula          |
| 26 | Costa d'Avorio (bandiera) | D     | Brice Dja Djédjé          |
| 28 | Francia (bandiera)        | C     | Mathieu Valbuena          |
| 29 | Tunisia (bandiera)        | A     | Saber Khalifa             |
| 30 | Francia (bandiera)        | P     | Steve Mandanda (capitano) |

## Calciomercato

### Sessione estiva(dall'11/06 al 02/09)
| Acquisti | Acquisti            | Acquisti          | Acquisti                       |
| R.       | Nome                | da                | Modalità                       |
| -------- | ------------------- | ----------------- | ------------------------------ |
| D        | Laurent Abergel     | O. Marsiglia B    | contratto da professionista    |
| D        | Senah Mango         | Uzès Pont du Gard | fine prestito                  |
| D        | Pape M'Bow          | Amiens            | fine prestito                  |
| D        | Benjamin Mendy      | Le Havre          | definitivo (3,5 milioni €)     |
| C        | Rafidine Abdullah   | O. Marsiglia B    | contratto da professionista    |
| C        | Giannelli Imbula    | Guingamp          | definitivo (8 milioni €)       |
| C        | Mario Lemina        | Lorient           | definitivo (4 milioni €)       |
| C        | Alexander N'Doumbou | Orléans           | fine prestito                  |
| C        | Florian Thauvin     | Lilla             | definitivo (11+2 milioni €)    |
| A        | Chris Gadi          | Boulogne          | fine prestito                  |
| A        | Saber Khalifa       | Thonon Évian      | definitivo (2,5 milioni €)     |
| A        | Dimitri Payet       | Lilla             | definitivo (8,8+1,2 milioni €) |
| A        | Florian Raspentino  | Brest             | fine prestito                  |

| Cessioni | Cessioni           | Cessioni      | Cessioni                         |
| R.       | Nome               | a             | Modalità                         |
| -------- | ------------------ | ------------- | -------------------------------- |
| D        | Senah Mango        | Luzenac       | prestito                         |
| D        | Pape M'Bow         |               | svincolato                       |
| C        | Rafidine Abdullah  |               | svincolato                       |
| C        | Morgan Amalfitano  | West Bromwich | prestito con diritto di riscatto |
| C        | Najib Ammari       |               | svincolato                       |
| C        | Larry Azouni       | Lorient       | prestito con diritto di riscatto |
| C        | Joey Barton        | QPR           | fine prestito                    |
| C        | Foued Kadir        | Rennes        | prestito con diritto di riscatto |
| C        | Leyti N'Diaye      |               | svincolato                       |
| A        | Chris Gadi         |               | svincolato                       |
| A        | Billel Omrani      | Arles         | prestito                         |
| A        | Florian Raspentino | Bastia        | prestito                         |
| A        | Modou Sougou       | Thonon Évian  | prestito                         |

### Sessione invernale(dall'1/01 al 31/01)
| Acquisti | Acquisti         | Acquisti     | Acquisti   |
| R.       | Nome             | da           | Modalità   |
| -------- | ---------------- | ------------ | ---------- |
| D        | Brice Dja Djédjé | Thonon Évian | definitivo |

| Cessioni | Cessioni        | Cessioni     | Cessioni   |
| R.       | Nome            | a            | Modalità   |
| -------- | --------------- | ------------ | ---------- |
| D        | Kassim Abdallah | Thonon Évian | definitivo |
| A        | Jordan Ayew     | Sochaux      | prestito   |

## Risultati

### Ligue 1

#### Girone di andata
| Arbitro: | Ennjimi |

|              |           |                         |
| Yatabaré 74’ | Marcatori | 3’ Gignac 4’, 16’ Payet |

| Arbitro: | Varela |

|                      |           |  |
| Gignac 16’ Payet 67’ | Marcatori |  |

| Arbitro: | Jaffredo |

|  |           |            |
|  | Marcatori | 84’ Gignac |

| Arbitro: | Buquet |

|            |           |                        |
| Mendes 43’ | Marcatori | 47’ Falcao 79’ Rivière |

| Arbitro: | Lannoy |

|                |           |            |
| Ben Yedder 66’ | Marcatori | 87’ Mendes |

| Bastia 21 settembre 2013, ore 17:00 CEST 6ª giornata | Bastia  | 0 – 0 referto | Olympique Marsiglia | Stade Armand Cesari (14.989 spett.)\| Arbitro: \| Duhamel \| |
| Arbitro:                                             | Duhamel |               |                     |                                                              |

| Arbitro: | Ennjimi |

|                      |           |                    |
| Mendy 22’ Imbula 26’ | Marcatori | 32’ (rig.) Ghoulam |

| Arbitro: | Thual |

|  |           |                            |
|  | Marcatori | 58’ Valbuena 90+1’ A. Ayew |

| Arbitro: | Turpin |

|                    |           |                                    |
| A. Ayew 34’ (rig.) | Marcatori | 45’ Maxwell 66’ (rig.) Ibrahimović |

| Arbitro: | Gautier |

|               |           |  |
| Cvitanich 40’ | Marcatori |  |

| Arbitro: | Delerue |

|                        |           |                                    |
| Thauvin 56’ Gignac 86’ | Marcatori | 34’ Ayité 37’ Albæk 90+1’ Oniangué |

| Arbitro: | Castro |

|             |           |             |
| Oliveira 9’ | Marcatori | 16’ J. Ayew |

| Arbitro: | Buquet |

|                       |           |            |
| Thauvin 5’ Gignac 83’ | Marcatori | 60’ Mayuka |

| Arbitro: | Jaffredo |

|            |           |                                  |
| Perozo 31’ | Marcatori | 27’ Payet 39’ Gignac 58’ Thauvin |

| Arbitro: | Fautrel |

|                           |           |  |
| Thauvin 36’ Khalifa 90+3’ | Marcatori |  |

| Arbitro: | Duhamel |

|            |           |  |
| Roux 90+2’ | Marcatori |  |

| Arbitro: | Turpin |

|  |           |            |
|  | Marcatori | 16’ Bedoya |

| Arbitro: | Buquet |

|                         |           |                          |
| Lacazette 17’ Gomis 44’ | Marcatori | 45+1’ Gignac 79’ Thauvin |

| Arbitro: | Bastien |

|                      |           |                              |
| Romao 73’ Gignac 74’ | Marcatori | 34’ Jussiê 66’ Maurice-Belay |

#### Girone di ritorno
| Arbitro: | Kalt |

|            |           |                        |
| Sougou 15’ | Marcatori | 22’ Cheyrou 38’ Gignac |

| Arbitro: | Varela |

|                        |           |             |
| Gignac 31’ Thauvin 63’ | Marcatori | 37’ Masuaku |

| Arbitro: | Turpin |

|                         |           |  |
| Germain 41’ Rivière 57’ | Marcatori |  |

| Arbitro: | Ennjimi |

|                       |           |                           |
| Payet 7’ Valbuena 40’ | Marcatori | 11’ Ben Yedder 60’ Aurier |

| Arbitro: | Millot |

|                           |           |  |
| Payet 13’, 25’ Gignac 55’ | Marcatori |  |

| Arbitro: | Fautrel |

|               |           |              |
| Brandão 90+2’ | Marcatori | 64’ N'Koulou |

| Arbitro: | Delerue |

|            |           |  |
| Gignac 82’ | Marcatori |  |

| Arbitro: | Buquet |

|                        |           |  |
| Maxwell 50’ Cavani 79’ | Marcatori |  |

| Arbitro: | Duhamel |

|  |           |              |
|  | Marcatori | 66’ Eysseric |

| Arbitro: | Bastien |

|            |           |            |
| Devaux 67’ | Marcatori | 80’ Gignac |

| Arbitro: | Fautrel |

|  |           |              |
|  | Marcatori | 76’ Doucouré |

| Arbitro: | Varela |

|           |           |              |
| Sunzu 25’ | Marcatori | 90’ N'Koulou |

| Arbitro: | Lannoy |

|                      |           |           |
| A. Ayew 4’, 60’, 76’ | Marcatori | 61’ Tallo |

| Arbitro: | Bien |

|                        |           |                                   |
| Cabella 48’ Sanson 79’ | Marcatori | 42’ Valbuena 58’ Gignac 89’ Payet |

| Marsiglia 20 aprile 2014, ore 21:00 CEST 34ª giornata | Olympique Marsiglia | 0 – 0 referto | Lilla | Stade Vélodrome (39.545 spett.)\| Arbitro: \| Chapron \| |
| Arbitro:                                              | Chapron             |               |       |                                                          |

| Arbitro: | Bastien |

|           |           |             |
| Gakpé 64’ | Marcatori | 30’ Thauvin |

| Arbitro: | Jaffredo |

|                                         |           |                       |
| Diawara 12’ Thauvin 26’ Gignac 48’, 56’ | Marcatori | 40’ Mvuemba 82’ Gomis |

| Arbitro: | Millot |

|             |           |             |
| Diabaté 66’ | Marcatori | 32’ Cheyrou |

| Arbitro: | Delerue |

|             |           |  |
| A. Ayew 51’ | Marcatori |  |

### Coupe de France

#### Fase a eliminazione diretta
| Arbitro: | Bien |

|                  |           |  |
| Gignac 94’, 115’ | Marcatori |  |

| Arbitro: | Lannoy |

|                                          |           |                                                                        |
| Gignac 4’, 58’ Thauvin 24’ Diawara 90+3’ | Marcatori | 5’ Bosetti 18’ Maupay 45+1’ (aut.) Diawara 51’ (rig.) Brüls 88’ Abriel |

### Coupe de la Ligue

#### Fase a eliminazione diretta
| Arbitro: | Jaffredo |

|                      |           |            |
| Mendy 13’ Gignac 29’ | Marcatori | 42’ Spajić |

| Arbitro: | Gautier |

|                        |           |                   |
| Gourcuff 24’ Gomis 74’ | Marcatori | 89’ (rig.) Gignac |

### Champions League

#### Fase a gironi
| Arbitro: | Benquerença |

|                      |           |                        |
| J. Ayew 90+3’ (rig.) | Marcatori | 65’ Walcott 83’ Ramsey |

| Arbitro: | Borbalán |

|                                      |           |  |
| Lewandowski 19’, 79’ (rig.) Reus 52’ | Marcatori |  |

| Arbitro: | Çakır |

|             |           |                         |
| A. Ayew 86’ | Marcatori | 42’ Callejón 67’ Zapata |

| Arbitro: | Karasëv |

|                            |           |                         |
| Inler 22’ Higuaín 24’, 75’ | Marcatori | 10’ A. Ayew 64’ Thauvin |

| Arbitro: | Lahoz |

|                  |           |  |
| Wilshere 1’, 65’ | Marcatori |  |

| Arbitro: | Strahonja |

|             |           |                               |
| Diawara 14’ | Marcatori | 4’ Lewandowski 87’ Großkreutz |

## Statistiche

### Statistiche di squadra
| Competizione      | Punti | In casa | In casa | In casa | In casa | In casa | In casa | In trasferta | In trasferta | In trasferta | In trasferta | In trasferta | In trasferta | Totale | Totale | Totale | Totale | Totale | Totale | DR  |
| Competizione      | Punti | G       | V       | N       | P       | Gf      | Gs      | G            | V            | N            | P            | Gf           | Gs           | G      | V      | N      | P      | Gf     | Gs     | DR  |
| ----------------- | ----- | ------- | ------- | ------- | ------- | ------- | ------- | ------------ | ------------ | ------------ | ------------ | ------------ | ------------ | ------ | ------ | ------ | ------ | ------ | ------ | --- |
| Ligue 1           | 60    | 19      | 10      | 3       | 6       | 30      | 20      | 19           | 6            | 9            | 4            | 23           | 20           | 38     | 16     | 12     | 10     | 53     | 40     | +13 |
| Coupe de France   | -     | 2       | 1       | 0       | 1       | 6       | 5       | -            | -            | -            | -            | -            | -            | 2      | 1      | 0      | 1      | 6      | 5      | +1  |
| Coupe de la Ligue | -     | 1       | 1       | 0       | 0       | 2       | 1       | 1            | 0            | 0            | 1            | 1            | 2            | 2      | 1      | 0      | 1      | 3      | 3      | 0   |
| Champions League  | -     | 3       | 0       | 0       | 3       | 3       | 6       | 3            | 0            | 0            | 3            | 2            | 8            | 6      | 0      | 0      | 6      | 5      | 14     | -9  |
| Totale            | -     | 25      | 12      | 3       | 10      | 41      | 32      | 23           | 6            | 9            | 8            | 26           | 30           | 48     | 18     | 12     | 18     | 67     | 62     | +5  |

### Andamento in campionato
| Giornata  | 1 | 2 | 3 | 4 | 5 | 6 | 7 | 8 | 9 | 10 | 11 | 12 | 13 | 14 | 15 | 16 | 17 | 18 | 19 | 20 | 21 | 22 | 23 | 24 | 25 | 26 | 27 | 28 | 29 | 30 | 31 | 32 | 33 | 34 | 35 | 36 | 37 | 38 |
| --------- | - | - | - | - | - | - | - | - | - | -- | -- | -- | -- | -- | -- | -- | -- | -- | -- | -- | -- | -- | -- | -- | -- | -- | -- | -- | -- | -- | -- | -- | -- | -- | -- | -- | -- | -- |
| Luogo     | T | C | T | C | T | C | T | C | T | C  | T  | C  | C  | T  | C  | T  | C  | T  | C  | T  | C  | T  | C  | T  | C  | T  | C  | T  | C  | T  | T  | C  | T  | C  | T  | C  | T  | C  |
| Risultato | V | V | V | P | N | N | V | V | P | P  | P  | N  | V  | V  | V  | P  | P  | N  | N  | V  | V  | P  | P  | V  | N  | V  | P  | P  | N  | S  | N  | V  | V  | N  | N  | V  | N  | V  |
| Posizione | 3 | 3 | 1 | 2 | 4 | 4 | 3 | 3 | 4 | 5  | 6  | 5  | 5  | 4  | 4  | 4  | 5  | 6  | 6  | 5  | 5  | 5  | 6  | 5  | 5  | 5  | 5  | 6  | 6  | 6  | 6  | 6  | 6  | 6  | 6  | 6  | 6  | 6  |

Fonte:  Classements, su lfp.fr, LFP.
Legenda:

Luogo: C = Casa; T = Trasferta. Risultato: V = Vittoria; N = Pareggio; P = Sconfitta.

### Statistiche dei giocatori
| Giocatore      | Ligue 1  | Ligue 1 | Ligue 1     | Ligue 1    | Coupe de France Coupe de la Ligue | Coupe de France Coupe de la Ligue | Coupe de France Coupe de la Ligue | Coupe de France Coupe de la Ligue | Champions League | Champions League | Champions League | Champions League | Totale   | Totale | Totale      | Totale     |
| Giocatore      | Presenze | Reti    | Ammonizioni | Espulsioni | Presenze                          | Reti                              | Ammonizioni                       | Espulsioni                        | Presenze         | Reti             | Ammonizioni      | Espulsioni       | Presenze | Reti   | Ammonizioni | Espulsioni |
| -------------- | -------- | ------- | ----------- | ---------- | --------------------------------- | --------------------------------- | --------------------------------- | --------------------------------- | ---------------- | ---------------- | ---------------- | ---------------- | -------- | ------ | ----------- | ---------- |
| K. Abdallah    | 10       | 0       | 1           | 0          | 2+1                               | 0                                 | 0                                 | 0                                 | 4                | 0                | 0                | 0                | 17       | 0      | 1           | 0          |
| L. Abergel     | 1        | 0       | 0           | 0          | 1+0                               | 0                                 | 0                                 | 0                                 | 0                | 0                | 0                | 0                | 2        | 0      | 0           | 0          |
| B. Aloé        | -        | -       | -           | -          | 0                                 | 0                                 | 0                                 | 0                                 | -                | -                | -                | -                | 0        | 0      | 0           | 0          |
| M. Amalfitano  | 2        | 0       | 0           | 0          | -                                 | -                                 | -                                 | -                                 | 0                | 0                | 0                | 0                | 2        | 0      | 0           | 0          |
| A. Ayew        | 25       | 6       | 6           | 0          | -                                 | -                                 | -                                 | -                                 | 4                | 2                | 0                | 0                | 29       | 8      | 6           | 0          |
| J. Ayew        | 16       | 1       | 0           | 0          | 0+1                               | 0                                 | 0                                 | 0                                 | 5                | 1                | 0                | 0                | 22       | 2      | 0           | 0          |
| M. Bangoura    | -        | -       | -           | -          | 0                                 | 0                                 | 0                                 | 0                                 | -                | -                | -                | -                | 0        | 0      | 0           | 0          |
| G. Bracigliano | 0        | 0       | 0           | 0          | 0                                 | 0                                 | 0                                 | 0                                 | -                | -                | -                | -                | 0        | 0      | 0           | 0          |
| B. Cheyrou     | 26       | 2       | 4           | 0          | 2+1                               | 0                                 | 0                                 | 0                                 | 4                | 0                | 1                | 0                | 33       | 2      | 5           | 0          |
| S. Diawara     | 20       | 1       | 4           | 0          | 2+0                               | 1+0                               | 0                                 | 0                                 | 3                | 1                | 0                | 0                | 25       | 3      | 4           | 0          |
| B. Dja Djédjé  | 11       | 0       | 0           | 0          | -                                 | -                                 | -                                 | -                                 | -                | -                | -                | -                | 11       | 0      | 0           | 0          |
| R. Fanni       | 22       | 0       | 5           | 0          | 1+1                               | 0                                 | 0+1                               | 0                                 | 4                | 0                | 1                | 0                | 28       | 0      | 7           | 0          |
| A.P. Gignac    | 35       | 16      | 4           | 0          | 2+2                               | 4+2                               | 0+1                               | 0                                 | 5                | 0                | 0                | 0                | 44       | 22     | 5           | 0          |
| G. Imbula      | 29       | 1       | 1           | 0          | 2+2                               | 0                                 | 0                                 | 0                                 | 4                | 0                | 0                | 0                | 37       | 1      | 1           | 0          |
| F. Kadir       | 1        | 0       | 0           | 0          | -                                 | -                                 | -                                 | -                                 | 0                | 0                | 0                | 0                | 1        | 0      | 0           | 0          |
| S. Khalifa     | 28       | 1       | 2           | 0          | 2+2                               | 0                                 | 0                                 | 0                                 | 4                | 0                | 0                | 0                | 36       | 1      | 2           | 0          |
| M. Lemina      | 14       | 0       | 2           | 0          | 1+2                               | 0                                 | 0                                 | 0                                 | 4                | 0                | 0                | 0                | 21       | 0      | 2           | 0          |
| S. Mandanda    | 38       | -38     | 1           | 0          | 1+2                               | -5-3                              | 0                                 | 0                                 | 6                | -14              | 0                | 0                | 47       | -57    | 1           | 0          |
| L. Mendes      | 22       | 2       | 3           | 0          | 0+2                               | 0                                 | 0                                 | 0                                 | 4                | 0                | 0                | 0                | 28       | 2      | 3           | 0          |
| B. Mendy       | 24       | 1       | 4           | 0          | 2+2                               | 0+1                               | 0+1                               | 0                                 | 2                | 0                | 0                | 0                | 30       | 2      | 5           | 0          |
| J. Morel       | 20       | 0       | 3           | 0          | 0+1                               | 0                                 | 0                                 | 0                                 | 5                | 0                | 1                | 0                | 26       | 0      | 4           | 0          |
| A. N'Doumbou   | 0        | 0       | 0           | 0          | -                                 | -                                 | -                                 | -                                 | -                | -                | -                | -                | 0        | 0      | 0           | 0          |
| N. N'Koulou    | 37       | 2       | 2           | 0          | 2+2                               | 0                                 | 0                                 | 0                                 | 5                | 0                | 3                | 0                | 46       | 2      | 5           | 0          |
| K. Osei        | 0        | 0       | 0           | 0          | -                                 | -                                 | -                                 | -                                 | 0                | 0                | 0                | 0                | 0        | 0      | 0           | 0          |
| D. Payet       | 36       | 8       | 6           | 0          | 2+2                               | 0                                 | 0+1                               | 0                                 | 5                | 0                | 1                | 0                | 45       | 8      | 8           | 0          |
| A. Romao       | 36       | 1       | 7           | 0          | 2+2                               | 0                                 | 2+0                               | 0                                 | 5                | 0                | 3                | 0                | 45       | 1      | 12          | 0          |
| B. Samba       | 1        | 0       | 0           | 0          | 1+0                               | 0                                 | 0                                 | 0                                 | 0                | 0                | 0                | 0                | 2        | 0      | 0           | 0          |
| F. Thauvin     | 31       | 8       | 2           | 0          | 2+2                               | 1+0                               | 1+0                               | 0                                 | 6                | 1                | 0                | 0                | 41       | 10     | 3           | 0          |
| M. Valbuena    | 34       | 3       | 2           | 0          | 1+1                               | 0                                 | 0                                 | 0                                 | 5                | 0                | 0                | 0                | 41       | 3      | 2           | 0          |